# زاك جوليس
زاك جوليس (بالإنجليزية: Zak Jules)‏ هو لاعب كرة قدم بريطاني في مركز الدفاع، ولد في 2 يوليو 1997 في إزلنغتون في المملكة المتحدة. لعب مع نادي ريدنغ.

## وصلات خارجية
- زاك جوليس على موقع الاتحاد الأوربي (الإنجليزية)
- زاك جوليس على موقع الاتحاد الإسكتلندي (الإنجليزية)
- زاك جوليس على موقع قاعدة بيانات كرة القدم.إي يو (الإنجليزية)
- زاك جوليس على موقع Soccerway.com (الإنجليزية)